# Prikolica
Prikolica je vučeno priključno vozilo koje je predviđeno da bude priključeno vučnom motornom vozilu. Ima jednu ili više osovina s kotačima koje mogu biti neupravljive, upravljive i samoupravljive, dok kotači na osovini mogu biti jednostruki i dvostruki.
Prikolice se mogu podijeliti na:
- prikolice motorkotača
- prikolice autobusa
- prikolice automobila
- prikolice za prijevoz tereta (prikolice na kamionima i tegljačima - šleperima)
- specijalne prikolice za prijevoz tereta (kontejneri, teret u tekućem stanju, živa stoka...)

Prikolice za prijevoz tereta
Prostor za ukrcaj tereta kod prikolica je u obliku sanduka s jednom ili više bočnih stranica koje se otvaraju i na taj način omogućavaju istovar i utovar tereta. Nosivost ovih prikolica se kreće od 3-50 tona.